# جون ويستون
جون ويستون هو محامي وسياسي كندي، ولد في 19 أبريل 1958 في فانكوفر في كندا. حزبياً، نشط في حزب المحافظين الكندي. وقد انتخب عضو مجلس العموم الكندي.